# Maculonaclia ankasoka
Maculonaclia ankasoka är en fjärilsart som beskrevs av Griveaud 1964. Maculonaclia ankasoka ingår i släktet Maculonaclia och familjen björnspinnare. Inga underarter finns listade i Catalogue of Life.